# Dua Kumeil

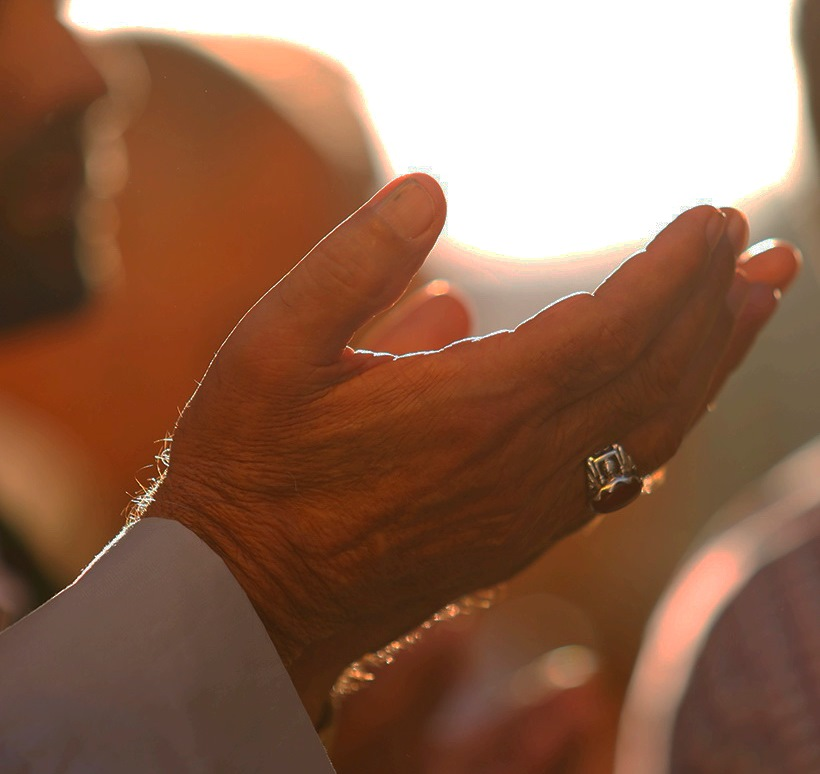
Ett vanligt muslimskt sätt att recitera åkallelse på.

Dua Kumeil (arabiska: دعاء كميل, ordagrant Kumeils åkallelse) är en känd åkallelse bland shiamuslimer som är berömd för dess skönhet. Kumeil var en trogen kompanjon till den fjärde kalifen och första shiaimamen Ali ibn Abi Talib. Enligt Allamah Majlisi hade Kumeil närvarat vid en samling i Basras moské som Imam Ali talade till. Natten till den 15 sha'ban (Muhammad al-Mahdi al-Muntazars födelsedag) nämndes i samlingen, och då talade imamen om dygden av att recitera profeten Khidrs åkallelse under denna natt. Efter sammankomsten gick Kumeil hem till Imam Ali och bad honom att lära honom profeten Khidrs åkallelse. Därefter reciterade imamen åkallelsen för Kumeil.
I åkallelsen betonas bland annat vikten av att be om förlåtelse för ens synder, och att komma ihåg Gud, till den grad att även om vi hamnar i helvetet så ska vi fortfarande komma ihåg Gud och Hans välsignelser mot oss. I åkallelsen ställs frågan till Gud om hur man fortfarande kan vara kvar i elden samtidigt som man hoppas på Hans förlåtelse.